# Conference Ouest 2006
La Conference Ouest 2006 è stata l'11ª edizione dell'omonimo torneo di football americano.
L'edizione è stata vinta dai Dockers de Nantes sui Gaulois de Sannois.

## Squadre partecipanti
| Club                  | Città            | Stadio | Sponsor ufficiale | Risultato nella stagione 2005 |
| --------------------- | ---------------- | ------ | ----------------- | ----------------------------- |
| Ankou de Rennes       | Rennes           |        |                   |                               |
| Caïmans72 du Mans     | Le Mans          |        |                   |                               |
| Dockers de Nantes     | Nantes           |        |                   |                               |
| Gaulois de Sannois    | Sannois          |        |                   |                               |
| Kelted Le Saint       | Le Saint         |        |                   |                               |
| La Horde de Cholet    | Cholet           |        |                   |                               |
| Licornes Saint-Brieuc | Saint-Brieuc     |        |                   |                               |
| Lycans des Mureaux    | Les Mureaux      |        |                   |                               |
| Margouillats de Rezé  | Rezé             |        |                   |                               |
| Tonnerre de Brest     | Brest            |        |                   |                               |
| Wild Hogs de Montfort | Montfort-sur-Meu |        |                   |                               |
| Yankees Angers        | Angers           |        |                   |                               |

## Stagione regolare

### Calendario

#### 1ª giornata
| 30 aprile 2006 | Dockers de Nantes | 28 – 0 | Ankou de Rennes |  |

| 30 aprile 2006 | Gaulois de Sannois | 14 – 0 | Caïmans72 du Mans |  |

| 30 aprile 2006 | Kelted Le Saint | 6 – 0 | Ankou de Rennes |  |

| 30 aprile 2006 | Lycans des Mureaux | 0 – 12 | Caïmans72 du Mans |  |

| 30 aprile 2006 | Margouillats de Rezé | 12 – 14 | La Horde de Cholet |  |

| 30 aprile 2006 | Tonnerre de Brest | 24 – 22 | Licornes Saint-Brieuc |  |

| 30 aprile 2006 | Wild Hogs de Montfort | 6 – 30 | Licornes Saint-Brieuc |  |

| 30 aprile 2006 | Yankees Angers | 12 – 12 | La Horde de Cholet |  |

| 30 aprile 2006 | Dockers de Nantes | 42 – 0 | Kelted Le Saint |  |

| 30 aprile 2006 | Gaulois de Sannois | 12 – 0 | Lycans des Mureaux |  |

| 30 aprile 2006 | Wild Hogs de Montfort | 0 – 22 | Tonnerre de Brest |  |

| 30 aprile 2006 | Yankees Angers | 21 – 7 | Margouillats de Rezé |  |

#### 2ª giornata
| 21 maggio 2006 | Ankou de Rennes | 0 – 20 | Dockers de Nantes |  |

| 21 maggio 2006 | Caïmans72 du Mans | 12 – 0 | Gaulois de Sannois |  |

| 21 maggio 2006 | Kelted Le Saint | 0 – 0 | Dockers de Nantes |  |

| 21 maggio 2006 | La Horde de Cholet | 0 – 0 | Margouillats de Rezé |  |

| 21 maggio 2006 | Licornes Saint-Brieuc | 26 – 0 | Tonnerre de Brest |  |

| 21 maggio 2006 | Lycans des Mureaux | 0 – 12 | Gaulois de Sannois |  |

| 21 maggio 2006 | Margouillats de Rezé | 8 – 22 | Yankees Angers |  |

| 21 maggio 2006 | Tonnerre de Brest | 20 – 0 | Wild Hogs de Montfort |  |

| 21 maggio 2006 | Ankou de Rennes | 0 – 6 | Kelted Le Saint |  |

| 21 maggio 2006 | Caïmans72 du Mans | 34 – 6 | Lycans des Mureaux |  |

| 21 maggio 2006 | La Horde de Cholet | 0 – 21 | Yankees Angers |  |

| 21 maggio 2006 | Licornes Saint-Brieuc | 44 – 0 | Wild Hogs de Montfort |  |

### Classifiche
Le classifiche della regular season sono le seguenti:
- PCT = percentuale di vittorie, G = partite giocate, V = partite vinte,  P = partite perse, PF = punti fatti, PS = punti subiti

#### Girone A
| Pos. | Squadra            | PCT  | G | V | N | P | PF | PS |
| ---- | ------------------ | ---- | - | - | - | - | -- | -- |
| 1    | Caïmans72 du Mans  | .750 | 4 | 3 | 0 | 1 | 58 | 20 |
| 2    | Gaulois de Sannois | .750 | 4 | 3 | 0 | 1 | 38 | 12 |
| 3    | Lycans des Mureaux | .000 | 4 | 0 | 0 | 4 | 6  | 70 |

#### Girone B
| Pos. | Squadra              | PCT  | G | V | N | P | PF | PS |
| ---- | -------------------- | ---- | - | - | - | - | -- | -- |
| 1    | Yankees Angers       | .875 | 4 | 3 | 1 | 0 | 76 | 27 |
| 2    | La Horde de Cholet   | .500 | 4 | 1 | 2 | 1 | 26 | 45 |
| 3    | Margouillats de Rezé | .125 | 4 | 0 | 1 | 3 | 27 | 57 |

#### Girone C
| Pos. | Squadra           | PCT  | G | V | N | P | PF | PS |
| ---- | ----------------- | ---- | - | - | - | - | -- | -- |
| 1    | Dockers de Nantes | .875 | 4 | 3 | 1 | 0 | 90 | 0  |
| 2    | Kelted Le Saint   | .625 | 4 | 2 | 1 | 1 | 12 | 42 |
| 3    | Ankou de Rennes   | .000 | 4 | 0 | 0 | 4 | 0  | 60 |

#### Girone D
| Pos. | Squadra               | PCT  | G | V | N | P | PF  | PS  |
| ---- | --------------------- | ---- | - | - | - | - | --- | --- |
| 1    | Licornes Saint-Brieuc | .750 | 4 | 3 | 0 | 1 | 122 | 30  |
| 2    | Wild Hogs de Montfort | .000 | 4 | 0 | 0 | 4 | 6   | 116 |
| 3    | Tonnerre de Brest     | .750 | 4 | 3 | 0 | 1 | 66  | 48  |

### Tabellone
|  | Quarti di finale      | Quarti di finale   |                    |                | Semifinali           | Semifinali           |  |  | Ouest Bowl XI | Ouest Bowl XI |
|  |                       |                    |                    |                |                      |                      |  |  |               |               |
|  | 4 giugno 2006         |                    |                    |                |                      |                      |  |  |               |               |
|  |                       |                    |                    |                |                      |                      |  |  |               |               |
|  | Gaulois de Sannois    | 19                 |                    |                |                      |                      |  |  |               |               |
|  | Gaulois de Sannois    | 19                 | 4 giugno 2006      |                |                      |                      |  |  |               |               |
|  | Kelted Le Saint       | 6                  |                    |                |                      |                      |  |  |               |               |
|  | Kelted Le Saint       | 6                  | Gaulois de Sannois | 14             |                      |                      |  |  |               |               |
|  | 4 giugno 2006         |                    | Gaulois de Sannois | 14             |                      |                      |  |  |               |               |
|  |                       | La Horde de Cholet | 0                  |                |                      |                      |  |  |               |               |
|  | Licornes Saint-Brieuc | La Horde de Cholet | 0                  | 6              |                      |                      |  |  |               |               |
|  | Licornes Saint-Brieuc |                    | 4 giugno 2006      | 6              |                      |                      |  |  |               |               |
|  | La Horde de Cholet    | 14                 |                    |                |                      |                      |  |  |               |               |
|  | La Horde de Cholet    | 14                 | Gaulois de Sannois | 6              |                      |                      |  |  |               |               |
|  | 4 giugno 2006         |                    | Gaulois de Sannois | 6              |                      |                      |  |  |               |               |
|  |                       | Dockers de Nantes  | 7                  |                |                      |                      |  |  |               |               |
|  | Dockers de Nantes     | Dockers de Nantes  | 7                  | 17             |                      |                      |  |  |               |               |
|  | Dockers de Nantes     | 4 giugno 2006      |                    | 17             |                      |                      |  |  |               |               |
|  | Caïmans72 du Mans     | 14                 |                    |                |                      |                      |  |  |               |               |
|  | Caïmans72 du Mans     | 14                 | Dockers de Nantes  | 14             | Finale 3º - 4º posto | Finale 3º - 4º posto |  |  |               |               |
|  | 4 giugno 2006         |                    | Dockers de Nantes  | 14             | Finale 3º - 4º posto | Finale 3º - 4º posto |  |  |               |               |
|  |                       | Yankees Angers     | 6                  |                |                      |                      |  |  |               |               |
|  | Yankees Angers        | Yankees Angers     | 6                  | 45             | La Horde de Cholet   | 22                   |  |  |               |               |
|  | Yankees Angers        |                    |                    | 45             | La Horde de Cholet   | 22                   |  |  |               |               |
|  | Wild Hogs de Montfort | 6                  |                    | Yankees Angers | 13                   |                      |  |  |               |               |
|  | Wild Hogs de Montfort | 6                  |                    |                | 13                   |                      |  |  |               |               |
|  |                       |                    |                    |                |                      |                      |  |  | 4 giugno 2006 |               |
|  |                       |                    |                    |                |                      |                      |  |  |               |               |

|  | Spareggio per l'accesso al 5º - 6º posto | Spareggio per l'accesso al 5º - 6º posto | Spareggio per l'accesso al 5º - 6º posto |                   |   | Finale 5º - 6º posto | Finale 5º - 6º posto | Finale 5º - 6º posto |  |
|  |                                          |                                          |                                          |                   |   |                      |                      |                      |  |
|  |                                          |                                          |                                          |                   |   |                      |                      |                      |  |
|  |                                          |                                          |                                          |                   |   |                      |                      |                      |  |
|  |                                          |                                          |                                          |                   |   |                      |                      |                      |  |
|  |                                          | Licornes Saint-Brieuc                    | Licornes Saint-Brieuc                    | 0                 |   |                      |                      |                      |  |
|  |                                          |                                          |                                          | 0                 |   |                      |                      |                      |  |
|  |                                          |                                          | Caïmans72 du Mans                        | Caïmans72 du Mans | 0 |                      |                      |                      |  |
|  | Caïmans72 du Mans                        | Caïmans72 du Mans                        | Caïmans72 du Mans                        | Caïmans72 du Mans | 0 | 28                   |                      |                      |  |
|  | Caïmans72 du Mans                        | Caïmans72 du Mans                        |                                          |                   |   |                      |                      |                      |  |
|  | Wild Hogs de Montfort                    | Wild Hogs de Montfort                    | 0                                        |                   |   |                      |                      |                      |  |

### Quarti di finale
| 4 giugno 2006 | Dockers de Nantes | 17 – 14 | Caïmans72 du Mans |  |

| 4 giugno 2006 | Gaulois de Sannois | 19 – 6 | Kelted Le Saint |  |

| 4 giugno 2006 | Licornes Saint-Brieuc | 6 – 14 | La Horde de Cholet |  |

| 4 giugno 2006 | Yankees Angers | 45 – 6 | Wild Hogs de Montfort |  |

### Spareggio per l'accesso al 5º - 6º posto
| 4 giugno 2006 | Caïmans72 du Mans | 28 – 0 | Wild Hogs de Montfort |  |

### Semifinali
| 4 giugno 2006 | Dockers de Nantes | 14 – 6 | Yankees Angers |  |

| 4 giugno 2006 | Gaulois de Sannois | 14 – 0 | La Horde de Cholet |  |

### Finale 5º - 6º posto
| 4 giugno 2006 | Licornes Saint-Brieuc | 0 – 0 | Caïmans72 du Mans |  |

### Finale 3º - 4º posto
| 4 giugno 2006 | La Horde de Cholet | 22 – 13 | Yankees Angers |  |

### Ouest Bowl XI
| Rezé 4 giugno 2006 | Gaulois de Sannois | 6 – 7 | Dockers de Nantes | Stade de La Robinière |

## Verdetti
- Dockers de Nantes vincitori dell'Ouest Bowl 2006